# Hermann Prey
Hermann Oskar Karl Bruno Prey (* 11. Juli 1929 in Berlin; † 22. Juli 1998 in Krailling) war ein deutscher Opern- und Liedsänger (Bariton).

## Leben und Wirken

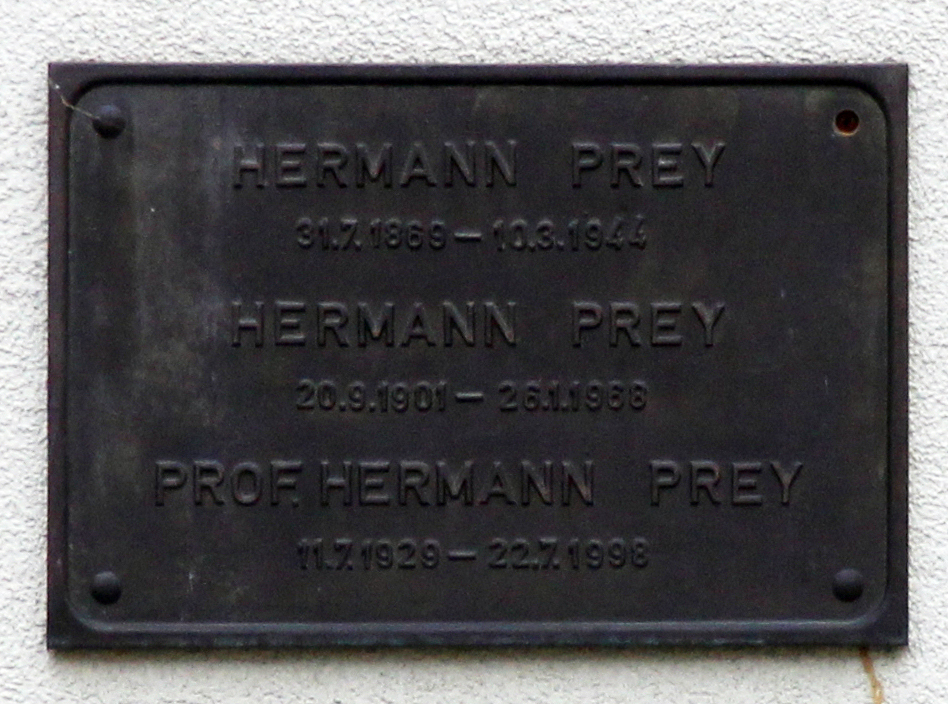
Gedenktafel am Haus Manetstraße 54 in Berlin-Alt-Hohenschönhausen

Hermann Prey war der Sohn des Fleischgroßhändlers Hermann Prey (* 20. September 1901; † 26. Januar 1968) und dessen Ehefrau Anna. Er wurde in Berlin-Hohenschönhausen in der Löwenvilla der Familie in der Manetstraße 54 geboren und nach seinem Vater und Großvater (* 31. Juli 1869; † 10. März 1944) Hermann benannt. Er hatte eine jüngere Schwester, Anne. Bereits als Zehnjähriger sang Prey im Berliner Mozart-Chor der Berliner Hitler-Jugend, damals noch als Knabensopran. In dieser Zeit reifte in ihm der Wunsch, Sänger zu werden. Da seine Eltern ihm ein Studium nicht ermöglichen konnten, finanzierte Prey es sich durch Auftritte mit einer Tanzmusikkapelle in Nachtclubs und Bars und gelegentliche Aufnahmen für den RIAS.
Nach dem Studium an der Hochschule für Musik in Berlin (als Schüler von Jaro Prohaska, Günther Baum und Harry Gottschalk) gab Prey 1951 einen ersten Liederabend in Berlin, 1951 folgten erste Rundfunkaufnahmen, 1952 gewann er den Wettbewerb Meistersinger von Nürnberg, der als Preis eine vierwöchige Konzerttournee durch die USA beinhaltete. Preys berufliche Laufbahn begann 1952/53 am Hessischen Staatstheater in Wiesbaden, von 1953 bis 1960 war er Mitglied der Hamburgischen Staatsoper. 1954 erste Fernsehaufzeichnung von Liedern, 1955 folgte eine Tournee durch England mit einem ersten Liederabend mit Gerald Moore. Der internationale Durchbruch gelang Prey 1957 in der Rolle des Figaro in
Rossinis Der Barbier von Sevilla an der Wiener Staatsoper. 1959 debütierte er in der Partie des Barbier in Richard Strauss’ Oper Die schweigsame Frau bei den Salzburger Festspielen. 1960 wurde er an die Bayerische Staatsoper in München verpflichtet, wo er 1964 erstmals eine seiner erfolgreichsten Partien, die des Papageno in Mozarts Zauberflöte sang. Ein weiterer, früher Höhepunkt in seiner Karriere war 1960 seine Interpretation des Wolfram in Wagners Tannhäuser an der Metropolitan Opera in New York. Fünf Jahre später sang Prey diese Partie auch bei den Bayreuther Festspielen. Ein weiterer Höhepunkt seiner Operntätigkeit war 1969 sein Auftritt als erster deutscher Bariton in der Titelpartie des Figaro in Rossinis Il Barbiere di Seviglia unter der Leitung von Claudio Abbado an der Mailänder Scala, 1973 gastierte er erstmals in dieser Rolle auch im Londoner Royal Opera House. Sein letztes Rollendebüt war 1981 die Partie des Beckmesser in Wagners Meistersingern bei den Bayreuther Festspielen, in der er ein „Schaustück ernsthafter singschauspielerischer Charakterisierungskunst“ bot. Zahlreiche Tourneen (z. B. Japan 1981, Südamerika 1968) festigten zudem seinen Ruhm weltweit.
Neben der Operntätigkeit war die Liedinterpretation ein weiterer Schwerpunkt seiner sängerischen Laufbahn. In dem Zeitraum von 1971 bis 1975 entstand sein größtes Schallplattenprojekt, die Lied-Edition Hermann Prey, die insgesamt 446 Lieder vom Minnesang bis zur Gegenwart umfasst.
Der Komponist Franz Schubert hatte es Hermann Prey besonders angetan. Er hatte die Idee zu einer Schubertiade in Vorarlberg, der er ab 1975 als Künstlerischer Leiter vorstand. Zusammen mit dem für das Geschäftliche zuständigen Gerd Nachbauer bauten die beiden diese Veranstaltungsreihe zu einem erfolgreichen Kammermusikfestival aus. Preys Lebenstraum, sämtliche Werke Schuberts dort chronologisch aufzuführen, scheiterte aber aus finanziellen Gründen, weshalb er die künstlerische Leitung dieses Festivals 1980 niederlegte. Von 1983 bis 1997 war Prey künstlerischer Leiter der Schubertiade im Wiener Musikverein, wo er seinen Lebenstraum nun verwirklichen konnte.
In den 1970er Jahren wurde Prey dem breiten Publikum vor allem durch seine Unterhaltungssendung Schaut her, ich bin’s bekannt, in der er viele Prominente der Opernszene präsentierte (unter anderem den jungen Plácido Domingo, der in der Sendung sein Debüt im deutschen Fernsehen gab). Eine enge Freundschaft verband ihn mit dem Tenor Fritz Wunderlich, der oft mit ihm auf der Bühne stand.
1981 veröffentlichte er seine Autobiographie Premierenfieber. 1982 begann er an der Musikhochschule Hamburg Meisterklassen zu geben. 1988 gab er außerdem sein Regiedebüt am Salzburger Landestheater  mit Mozarts Le nozze di Figaro. Bei seinem letzten Auftritt, bei den von ihm 1981 mitbegründeten Herbstlichen Musiktagen Bad Urach, sang Prey am 4. Oktober 1997 erstmals eine von Yukikazu Suzuki für Orchester bearbeitete Fassung von Schuberts Winterreise. Begleitet wurde er vom Orchestra Ensemble Kanazawa unter der Leitung von Hiroyuki Iwaki.
Hermann Prey starb am 22. Juli 1998 in Krailling, wenige Tage nach seinem 69. Geburtstag an den Folgen eines Herzinfarkts, nachdem er noch am 12. Juli 1998 einen Liederabend im Prinzregententheater in München gegeben hatte. Sein Grab befindet sich auf dem Friedhof in Krailling (bei München).

## Familie
Ab dem 13. Februar 1954 war Hermann Prey mit Barbara, geb. Pniok, verheiratet. Das Paar bekam zwei Töchter, Annette und Franziska, und den Sohn Florian Prey (* 1959), der ebenfalls Bariton wurde und seit 2006 das Festival Herbstliche Musiktage Bad Urach leitet.

## Ehrungen
- 1962: Bayerischer Kammersänger
- 1977: Bayerischer Verdienstorden

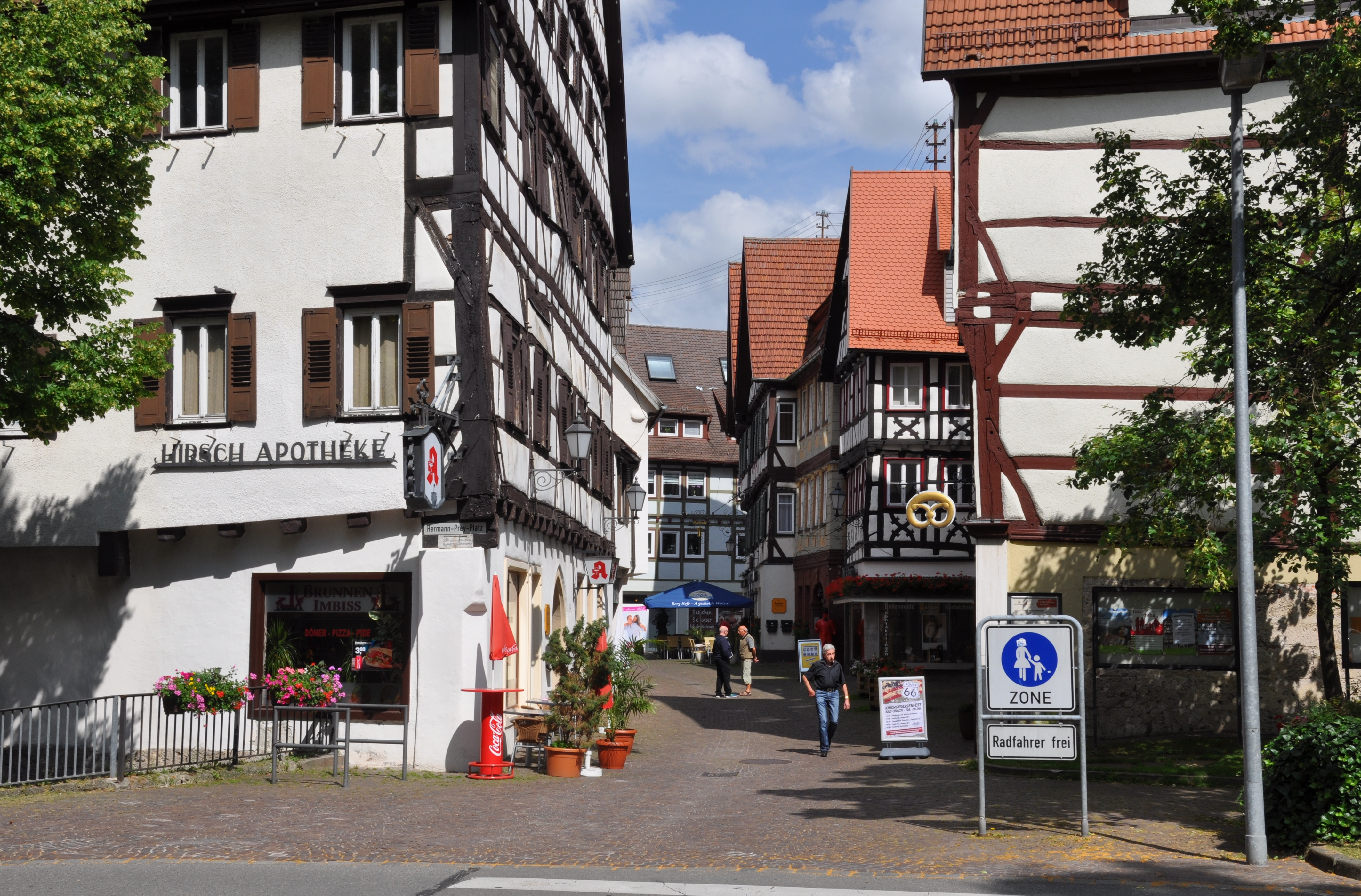
Hermann-Prey-Platz in Bad Urach (2014)

- 1981: Bundesverdienstkreuz: Großes Verdienstkreuz
- 1982: Münchener „Sänger des Jahres“
- 1982: Ordentliches Mitglied der Bayerischen Akademie der Schönen Künste
- 1982: Professor an der Hochschule für Musik und Darstellende Kunst in Hamburg
- 1986: Bayerischer Maximiliansorden für Wissenschaft und Kunst
- 1986: Preis der italienischen Musikkritik „F. Abbiati“ für seine Darstellung des Beckmesser in Wagners Meistersinger beim Maggio Musicale in Florenz
- 1989: Ehrenbürgerwürde der Gemeinde Krailling
- 1993: Ehrenmitglied der Gesellschaft der Musikfreunde in Wien
- 1993: Ehrenbürger von Bad Urach
- 1998: Großes Silbernes Ehrenzeichen für Verdienste um die Republik Österreich[18]

In Hohenems ist die Hermann-Prey-Straße nach ihm benannt, in Bad Urach der Hermann-Prey-Platz. An seinem Geburtshaus in Berlin-Alt-Hohenschönhausen, Manetstraße 54, wurde im Jahr 2000 eine Bronzetafel angebracht, die darauf verweist.

## Dokumentarfilm
- Prey – Stille meine Liebe, Dokumentarfilm-DVD, 2009[20]